# غاري جونز
غاري جونز (بالإنجليزية: Gary Jones)‏ (و. 1958 – م) هو ممثل، وممثل أفلام، من المملكة المتحدة، ولد في سوانزي.

## وصلات خارجية
- غاري جونز على موقع IMDb (الإنجليزية)
- غاري جونز على موقع روتن توميتوز (الإنجليزية)
- غاري جونز على موقع ألو سيني (الفرنسية)
- غاري جونز على موقع ميوزك برينز (الإنجليزية)
- غاري جونز على موقع أول موفي (الإنجليزية)
- غاري جونز على موقع قاعدة بيانات الأفلام السويدية (السويدية)
- غاري جونز على موقع قاعدة بيانات الفيلم (الإنجليزية)
- غاري جونز على موقع كينوبويسك (الروسية)